# Comuna Braniștea, Dâmbovița
Braniștea este o comună în județul Dâmbovița, Muntenia, România, formată din satele Braniștea (reședința), Dâmbovicioara și Săvești.
La sfârșitul secolului al XIX-lea, comuna făcea parte din plasa Bolintinul a județului Dâmbovița și era formată din cătunele Braniștea, Săvești și Podu Rizii, cu o populație totală de 2584 de locuitori. În comuna Braniștea funcționau trei biserici și o școală mixtă cu 31–55 de elevi. Pe atunci, satul Dâmbovicioara făcea parte din comuna Titu. În 1925, comuna avea aceeași componență, avea 4615 locuitori și făcea parte din plasa Titu.
În 1950, comuna a fost arondată raionului Răcari, și apoi (după 1956) raionului Titu din regiunea București. În 1968, ea a devenit comună suburbană, subordonată orașului Titu din județul Dâmbovița, având componența actuală (satul Podu Rizii fiind transferat comunei Sălcioara). În 1989, ea a fost subordonată direct județului, conceptul de comună suburbană fiind eliminat din legislație.

## Demografie
Componența etnică a comunei Braniștea
     Români (92,82%)
     Alte etnii (0%)
     Necunoscută (7,18%)
Componența confesională a comunei Braniștea
     Ortodocși (91,32%)
     Alte religii (1,03%)
     Necunoscută (7,65%)
Conform recensământului efectuat în 2021, populația comunei Braniștea se ridică la 3.790 de locuitori, în scădere față de recensământul anterior din 2011, când fuseseră înregistrați 4.398 de locuitori. Majoritatea locuitorilor sunt români (92,82%), iar pentru 7,18% nu se cunoaște apartenența etnică. Din punct de vedere confesional, majoritatea locuitorilor sunt ortodocși (91,32%), iar pentru 7,65% nu se cunoaște apartenența confesională.

## Politică și administrație
Comuna Braniștea este administrată de un primar și un consiliu local compus din 13 consilieri. Primarul, Mihai Vișinescu[*], de la Partidul Național Liberal, este în funcție din 2021. Începând cu alegerile locale din 2024, consiliul local are următoarea componență pe partide politice:
|  | Partid                          | Consilieri | Componența Consiliului | Componența Consiliului | Componența Consiliului | Componența Consiliului | Componența Consiliului | Componența Consiliului | Componența Consiliului |
|  | ------------------------------- | ---------- | ---------------------- | ---------------------- | ---------------------- | ---------------------- | ---------------------- | ---------------------- | ---------------------- |
|  | Partidul Național Liberal       | 7          |                        |                        |                        |                        |                        |                        |                        |
|  | Partidul Social Democrat        | 5          |                        |                        |                        |                        |                        |                        |                        |
|  | Alianța pentru Unirea Românilor | 1          |                        |                        |                        |                        |                        |                        |                        |